# Microlycus scaurus
Microlycus scaurus är en stekelart som beskrevs av Askew 2001. Microlycus scaurus ingår i släktet Microlycus och familjen finglanssteklar.
Artens utbredningsområde är Spanien. Inga underarter finns listade i Catalogue of Life.